# Psara atritermina
Psara atritermina là một loài bướm đêm trong họ Crambidae.